# Драгољуб Ђокић
Драгољуб Ђокић (Мурине, 24. фебруар 1947) је српски вајар.

## Биографија
Рођен је 24. фебруара 1947. у Мурини. Дипломирао је вајарство на Факултету ликовних уметности Универзитета уметности у Београду 1977. Редовно излаже од 1966. године. Учествовао је на групној изложби Октобарског салона 1976, изложби ликовних уметника Новог Београда и Бијеналу младих у Ријеци 1977. Од 1988. до 1993. је боравио у Сједињеним Америчким Државама где је реализовао и оставио велики број уметничких дела у Чикагу и Вашингтону. Његова уметничка дела се налазе и у Варшави, Паризу, Сиднеју и Каиру. Добитник је Октобарске награде града Београда за идејно решење Штафете младости 1977. године. До сада је урадио преко хиљаду скулптура, двеста слика и безброј цртежа.